# Relegation zur deutschen Fußball-Bundesliga
Als Relegation zur deutschen Fußball-Bundesliga werden im deutschen Ligafußball die Relegationsspiele zur Bundesliga und zur 2. Bundesliga bezeichnet. Derartige Spiele gibt es seit 1982.
Seit 2008/09 werden zum Saisonende zwei Spiele zwischen der drittletzten Mannschaft der Bundesliga und der drittplatzierten Mannschaft der 2. Bundesliga sowie zwischen der drittletzten Mannschaft der 2. Bundesliga und dem Drittplatzierten der 3. Liga ausgetragen. Ziel ist es, durch direkten Vergleich die letzten Teams zu bestimmen, die in der folgenden Saison einen Platz in der jeweils höheren oder niedrigeren Spielklasse erhalten (d. h. entweder beibehalten, aufsteigen oder absteigen).

## Geschichte

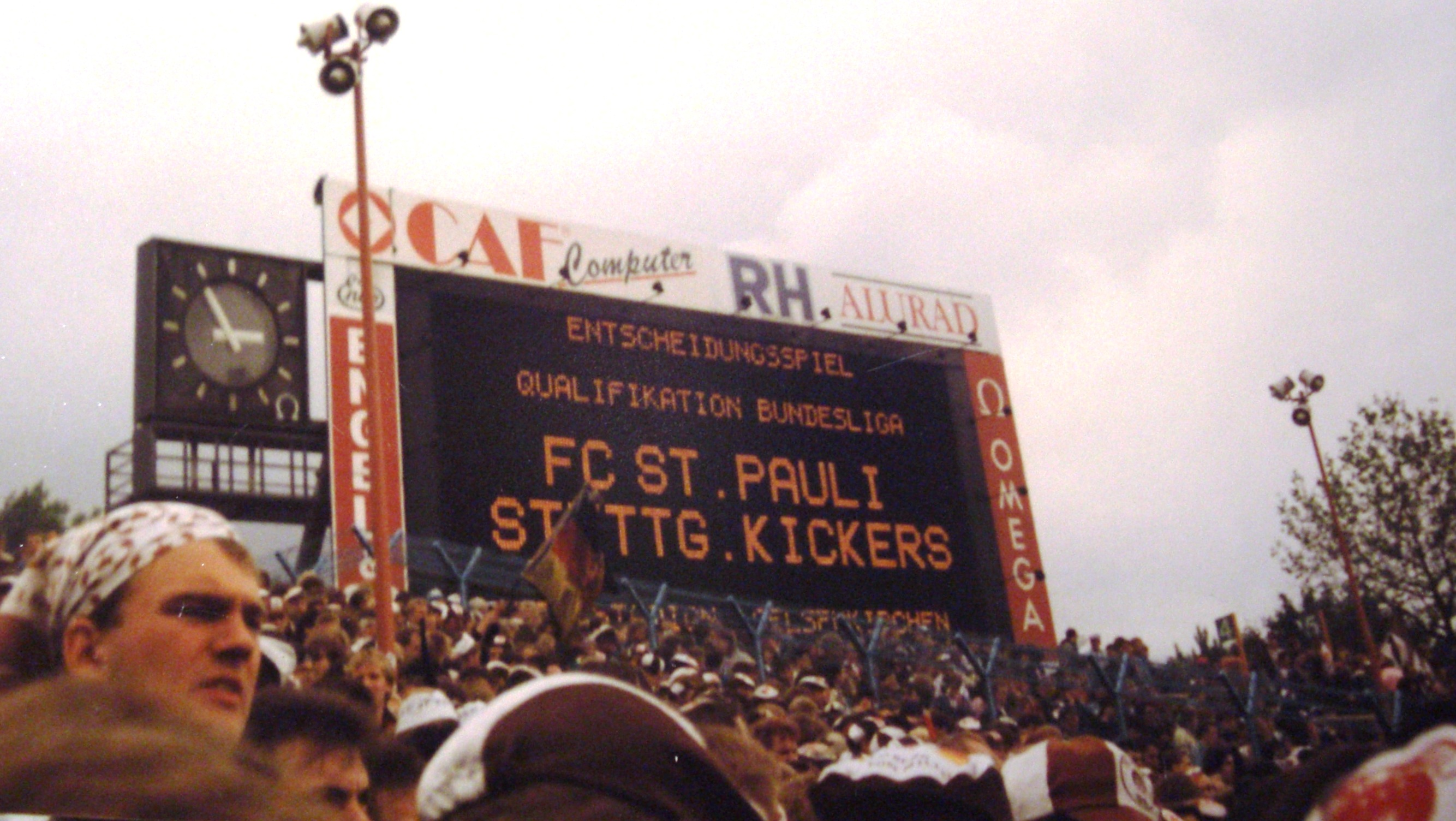
FC St. Pauli gegen Stuttgarter Kickers im dritten und entscheidenden Relegationsspiel auf neutralem Platz im Gelsenkirchener Parkstadion (1991)

Bekannt geworden ist der Begriff der Relegation in Deutschland seit 1982. Er entstand nach Einführung der eingleisigen 2. Bundesliga im Zusammenhang mit dem Aufstieg in die Bundesliga. In den Jahren 1964 bis 1974 hatten die jeweils Ersten und Zweiten der Regionalligen (insgesamt zehn Mannschaften) zwei Aufsteiger in Aufstiegsrunden ermittelt. 1975 bis 1981 waren die Meister der 2. Bundesliga Nord und Süd aufgestiegen; um den dritten Aufstiegsplatz wurden sogenannte Aufstiegsspiele der beiden Ligazweiten ausgetragen.
Von 1982 bis 1991 wurden Entscheidungsspiele zwischen dem Sechzehnten (und damit Drittletzten) der Bundesliga und dem Dritten der eingleisigen 2. Bundesliga ausgetragen, und zwar grundsätzlich in Hin- und Rückspiel. In den Jahren 1986, 1988 und 1991 wurde ein drittes Spiel nötig. Im Jahr 1988 kam es – nachdem sowohl der SV Darmstadt 98 als auch der SV Waldhof Mannheim im dritten Spiel auch nach Verlängerung kein Tor geschossen hatten – zum einzigen Mal zu einem Elfmeterschießen.
Diese 1982 bis 1991 ausgetragenen Entscheidungsspiele wurden „Relegationsspiele“ genannt. Die Spiele waren für den Drittletzten der Bundesliga Abstiegs-, für den Dritten der 2. Bundesliga Aufstiegsspiele. Am 9. Oktober 2007 beschloss die DFL eine Wiedereinführung dieser Spiele ab der Saison 2008/09. Die gleiche Regelung gilt seitdem auch für 2. Bundesliga und 3. Liga.

Schematische Darstellung der Regelung zu Auf- und Abstieg in der Bundesliga

Betrachtet man übergreifend beide Zeiträume, in denen die Relegation zur Bundesliga ausgetragen wurde, lässt sich feststellen, dass der Hamburger SV als einzige Mannschaft bereits viermal an den Relegationsspielen zur 1. Bundesliga teilgenommen hat, von denen zwei gewonnen wurden. Alle drei von drei Relegationsduellen konnte Eintracht Frankfurt gewinnen. Ligaübergreifend bestritt der 1. FC Nürnberg ebenfalls insgesamt vier Relegationen und gewann davon drei (zwei zur 1. Bundesliga und eine zur 2. Bundesliga). Bei insgesamt 40 Duellen konnten sich die Zweitligisten bislang lediglich zehnmal durchsetzen.
2024 gelang es zum ersten Mal in der Relegation zwischen Bundesliga und 2. Bundesliga einer Mannschaft (VfL Bochum) einen 0:3-Rückstand aus dem Hinspiel im Rückspiel noch zu drehen.

## Relegationsspiele

### 1982 bis 1991 zur Bundesliga
Siebenmal gewann der Erstligist das Duell und durfte in der obersten Spielklasse verbleiben, drei der zehn Relegationsduelle konnte die Mannschaft aus der 2. Bundesliga für sich entscheiden – es gab in jenen Jahren somit drei Auf- und Absteiger.
Der 1. FC Saarbrücken nahm dreimal an den Relegationsspielen teil, zwei Vereine (Eintracht Frankfurt, FC St. Pauli) zweimal, alle anderen nur einmal.
| Datum | Zweitligist         | Gesamt | Erstligist          | Hinspiel | Rückspiel | 3. Spiel                 |
| ----- | ------------------- | ------ | ------------------- | -------- | --------- | ------------------------ |
| 1982  | Kickers Offenbach   | 1:3    | Bayer 04 Leverkusen | 0:1      | 1:2       |                          |
| 1983  | Bayer 05 Uerdingen  | 4:2    | FC Schalke 04       | 3:1      | 1:1       |                          |
| 1984  | MSV Duisburg        | 1:6    | Eintracht Frankfurt | 0:5      | 1:1       |                          |
| 1985  | 1. FC Saarbrücken   | 3:1    | Arminia Bielefeld   | 2:0      | 1:1       |                          |
| 1986  | SC Fortuna Köln     | 3:3    | Borussia Dortmund   | 2:0      | 1:3       | 10:8 1                   |
| 1987  | FC St. Pauli        | 3:4    | FC 08 Homburg       | 21:3 2   | 22:1 2    |                          |
| 1988  | SV Darmstadt 98     | 4:4    | SV Waldhof Mannheim | 3:2      | 1:2       | 30:0 n. V. 3 (4:5 i. E.) |
| 1989  | 1. FC Saarbrücken   | 2:3    | Eintracht Frankfurt | 20:2 2   | 22:1 2    |                          |
| 1990  | 1. FC Saarbrücken   | 1:2    | VfL Bochum          | 0:1      | 1:1       |                          |
| 1991  | Stuttgarter Kickers | 2:2    | FC St. Pauli        | 21:1 2   | 21:1 2    | 43:1 4                   |

### Regelung seit 2009
Im deutschen Profifußball gibt es seit der Saison 2008/09 wieder Relegationsspiele um Auf- und Abstieg. Der Drittletzte der höheren Liga und der Dritte der Spielklasse darunter tragen zwei Entscheidungsspiele um einen Platz in der höheren Spielklasse aus. Es hat diejenige Mannschaft zunächst Heimrecht, die gemäß dem Spielplan der abgelaufenen Spielzeit mehr spielfreie Tage vor dem Hinspiel genießt. Hierdurch soll die Mannschaft, die durch eine kürzere Pause zwischen dem letzten Pflichtspiel und dem Relegationshinspiel benachteiligt ist, durch das Heimrecht im Rückspiel einen möglichen ausgleichenden Vorteil zugesprochen bekommen. In der Regel hatte deshalb der Erst- bzw. Drittligist Heimrecht im Hinspiel, da der letzte Spieltag der 1. Bundesliga bzw. 3. Liga normalerweise vor dem letzten Spieltag der 2. Bundesliga stattfindet. Eine Ausnahme bildete die Saison 2019/20: Da die Saison der 3. Liga in diesem Fall später endete, hatte hier zunächst der Zweitligist Heimrecht. Bei gleicher Anzahl spielfreier Tage zwischen Liga-Ende und Relegationshinspiel soll das Los entscheiden.
Gegenüber der früheren Regelung (bis 1991) gibt es kein drittes Entscheidungsspiel mehr. Bis einschließlich der Saison 2020/21 galt zur Entscheidungsfindung zunächst die Auswärtstorregel: Bei gleicher Toranzahl nach Hin- und Rückspiel gewann die Mannschaft, die auswärts mehr Tore erzielt hatte. Falls hiernach im Rückspiel nach 90 Minuten noch keine Entscheidung gefallen war, gab es zweimal 15 Minuten Verlängerung, bei der weiterhin die Auswärtstorregel galt. Stand danach immer noch kein Sieger fest, fand ein Elfmeterschießen statt.
Seit der Saison 2021/22 kommt – analog zu den europäischen Pokalwettbewerben der UEFA – die Auswärtstorregel nicht mehr zur Anwendung. Somit kommt es bei gleicher Toranzahl nach Hin- und Rückspiel stets zu einer Verlängerung. Sollten beide Mannschaften auch hiernach gleich viele Tore aufweisen, findet ein Elfmeterschießen statt.

#### Zur Bundesliga
Von den 17 bisherigen Relegationsrunden fielen 14 zugunsten des Erstligisten und nur drei zugunsten des Zweitligisten aus. Sehr auffällig ist, dass die Zweitligisten in allen letzten 16 Relegations-Heimspielen kein einziges Mal als Sieger vom Platz gingen. Seit der Wiedereinführung der Relegation zur Bundesliga im Jahre 2009 konnte damit lediglich der 1. FC Nürnberg als Zweitligist sein Heimspiel gewinnen.
Der Hamburger SV nahm bisher viermal teil. Der 1. FC Nürnberg nahm dreimal teil, zusammen mit der Relegation zur 2. Bundesliga sind es ebenfalls bereits vier Teilnahmen an Relegationsspielen. Hertha BSC, der VfL Wolfsburg, Holstein Kiel, der VfB Stuttgart, der VfL Bochum, Fortuna Düsseldorf und der 1. FC Heidenheim nahmen jeweils zweimal teil. Nürnberg, der HSV, Bochum und Heidenheim nahmen sowohl als Erst- als auch als Zweitligist teil. In einer Begegnung wurde die Entscheidung um den Klassenverbleib oder Aufstieg in der Verlängerung, in einer weiteren erst im Elfmeterschießen entschieden.
| Datum | Erstligist               | Gesamt          | Zweitligist            | Hinspiel | Rückspiel |
| ----- | ------------------------ | --------------- | ---------------------- | -------- | --------- |
| 2009  | Energie Cottbus          | 0:5             | 1. FC Nürnberg         | 0:3      | 0:2       |
| 2010  | 1. FC Nürnberg           | 3:0             | FC Augsburg            | 1:0      | 2:0       |
| 2011  | Borussia Mönchengladbach | 2:1             | VfL Bochum             | 1:0      | 1:1       |
| 2012  | Hertha BSC               | 3:4             | Fortuna Düsseldorf     | 1:2      | 2:2       |
| 2013  | TSG 1899 Hoffenheim      | 5:2             | 1. FC Kaiserslautern   | 3:1      | 2:1       |
| 2014  | Hamburger SV             | (a) 1:1 (a)     | SpVgg Greuther Fürth   | 0:0      | 1:1       |
| 2015  | Hamburger SV             | 3:2             | Karlsruher SC          | 1:1      | 2:1 n. V. |
| 2016  | Eintracht Frankfurt      | 2:1             | 1. FC Nürnberg         | 1:1      | 1:0       |
| 2017  | VfL Wolfsburg            | 2:0             | Eintracht Braunschweig | 1:0      | 1:0       |
| 2018  | VfL Wolfsburg            | 4:1             | Holstein Kiel          | 3:1      | 1:0       |
| 2019  | VfB Stuttgart            | (a) 2:2 (a)     | 1. FC Union Berlin     | 2:2      | 0:0       |
| 2020  | Werder Bremen            | (a) 2:2 (a)     | 1. FC Heidenheim       | 0:0      | 2:2       |
| 2021  | 1. FC Köln               | 5:2             | Holstein Kiel          | 0:1      | 5:1       |
| 2022  | Hertha BSC               | 2:1             | Hamburger SV           | 0:1      | 2:0       |
| 2023  | VfB Stuttgart            | 6:1             | Hamburger SV           | 3:0      | 3:1       |
| 2024  | VfL Bochum               | 3:3 (6:5 i. E.) | Fortuna Düsseldorf     | 0:3      | 3:0 n. V. |
| 2025  | 1. FC Heidenheim         | 4:3             | SV Elversberg          | 2:2      | 2:1       |

#### Zur 2. Bundesliga
Von den 17 bisherigen Relegationsrunden endeten zwölf zugunsten des Drittligisten und fünf zugunsten des Zweitligisten.
Der VfL Osnabrück sowie der FC Ingolstadt 04 nahmen bislang jeweils viermal teil. Osnabrück konnte keine der vier Teilnahmen erfolgreich gestalten. Dynamo Dresden, der SSV Jahn Regensburg und der SV Wehen Wiesbaden kommen auf jeweils drei Teilnahmen, Arminia Bielefeld, der Karlsruher SC und der TSV 1860 München haben bereits jeweils zweimal teilgenommen.
| Datum | Drittligist          | Gesamt      | Zweitligist            | Hinspiel | Rückspiel |
| ----- | -------------------- | ----------- | ---------------------- | -------- | --------- |
| 2009  | SC Paderborn 07      | 2:0         | VfL Osnabrück          | 1:0      | 1:0       |
| 2010  | FC Ingolstadt 04     | 3:0         | Hansa Rostock          | 1:0      | 2:0       |
| 2011  | Dynamo Dresden       | 4:2         | VfL Osnabrück          | 1:1      | 3:1 n. V. |
| 2012  | SSV Jahn Regensburg  | (a) 3:3 (a) | Karlsruher SC          | 1:1      | 2:2       |
| 2013  | VfL Osnabrück        | 1:2         | Dynamo Dresden         | 1:0      | 0:2       |
| 2014  | SV Darmstadt 98      | (a) 5:5 (a) | Arminia Bielefeld      | 1:3      | 4:2 n. V. |
| 2015  | Holstein Kiel        | 1:2         | TSV 1860 München       | 0:0      | 1:2       |
| 2016  | Würzburger Kickers   | 4:1         | MSV Duisburg           | 2:0      | 2:1       |
| 2017  | SSV Jahn Regensburg  | 3:1         | TSV 1860 München       | 1:1      | 2:0       |
| 2018  | Karlsruher SC        | 1:3         | FC Erzgebirge Aue      | 0:0      | 1:3       |
| 2019  | SV Wehen Wiesbaden   | (a) 4:4 (a) | FC Ingolstadt 04       | 1:2      | 3:2       |
| 2020  | FC Ingolstadt 04     | (a) 3:3 (a) | 1. FC Nürnberg         | 10:2 1   | 13:1 1    |
| 2021  | FC Ingolstadt 04     | 4:3         | VfL Osnabrück          | 3:0      | 1:3       |
| 2022  | 1. FC Kaiserslautern | 2:0         | Dynamo Dresden         | 0:0      | 2:0       |
| 2023  | SV Wehen Wiesbaden   | 6:1         | Arminia Bielefeld      | 4:0      | 2:1       |
| 2024  | SSV Jahn Regensburg  | 4:3         | SV Wehen Wiesbaden     | 2:2      | 2:1       |
| 2025  | 1. FC Saarbrücken    | 2:4         | Eintracht Braunschweig | 0:2      | 2:2 n. V. |

## Kritik
Die Relegation stellt ein kontroverses Thema für die DFL, Sportler, Vereinsfunktionäre und Fans dar.
Bei Wiedereinführung der Relegation im Jahr 2009 wurde sie vom damaligen DFL-Geschäftsführer Holger Hieronymus als „die Rückkehr eines Spannungsfaktors“ bezeichnet. Die bisherigen Ergebnisse zeigen jedoch, dass die Erstligisten in der Relegation einen signifikanten Vorteil gegenüber den Zweitligisten genießen. Diese ungleiche Spielansetzung, auch als „David gegen Goliath“ bezeichnet, führt Mannschaften stark unterschiedlicher Kaderqualitäten zusammen auf den Platz, wobei sich die höher spielende Mannschaft im Verlauf der Saison an einem höheren Spielniveau messen durfte. Vor allem aber ist die offensichtliche Chancenungleichheit in den unterschiedlichen finanziellen Möglichkeiten der beiden Spielklassen begründet. Oftmals verfügen potentielle Aufsteiger gerade einmal über 10 % des Budgets des Konkurrenten. In zwei der drei Fälle, in denen dem Zweitligisten der Aufstieg gelang, war der Unterschied der Mannschaftsetats besonders gering. Der 1. FC Nürnberg konnte als niederklassig spielende Mannschaft gar einen höher dotierten Kader vorweisen als sein Konkurrent aus der Relegation, als sie die Relegation in der Saison 2008/09 gegen Energie Cottbus gewannen. Relegationsspiele, die in der Regel auf einen weiteren Klassenerhalt anstatt eines zusätzlichen Aufsteigers hinauslaufen, lasse die Schere zwischen den beiden Ligen weiter auseinandergehen. Entsprechend wird die Relegation als Chance für den Bundesligisten und als Hürde für den Zweitligisten wahrgenommen. Das DFL-Vorstandsmitglied Heribert Bruchhagen räumte ein: „Der Zweitligist ist immer Außenseiter – natürlich.“ Der Erstliga-Trainer Markus Anfang prognostizierte: „Der Bundesligist wird sich langfristig immer durchsetzen.“
Bemängelt wird bei diesem tendenziell einseitigen Ausgang, dass dem potentiellen Aufsteiger der Lohn einer erfolgreichen Saison verwehrt wird, während der gegen den Abstieg spielenden Mannschaft ein „Rettungsnetz“ geboten wird, das sportlich nicht verdient sei. Dabei laste ein hoher Druck auf allen Beteiligten, denn der Ausgang der 34 Spiele umfassenden Saison wird auf zwei Spiele verdichtet, die dadurch nicht nur unverhältnismäßig stark gewichtet werden, sondern zugleich richtungsweisend über die Zukunft oder gar die Existenz eines Klubs entscheiden können. Niko Kovač äußerte sich 2016 nach dem Klassenerhalt mit Eintracht Frankfurt durch die Relegation über die Drucksituation: „Nervlich, was die Spieler, was die Trainer hier auch erleiden und ertragen, das geht schon ins Unermessliche. Und ich würde mir wünschen, dass das nicht mehr so ist.“
Das DFL‑Vorstandsmitglied Heribert Bruchhagen ordnete die Gründe für die Wiedereinführung der Relegation ein: „Erst einmal ist es natürlich im Interesse der ersten Bundesliga gewesen, diese Regelung der Relegation einzuführen. […] Der Hauptgrund war, mehr Content zu schaffen für die verschiedensten Fernsehanbieter, die wir hatten. Das Free-TV musste bedient werden und bekam dann auch die Relegation. Das Pay-TV hatte dann die Bundesliga insgesamt gesehen. […] Die zweite Liga hat geknurrt, aber sie wurde dann eben mit erhöhten Fernsehgeldern sozusagen entschädigt. […] und das führte dazu, dass man vier weitere spannende Spiele hatte, die man auch vermarkten konnte.“ Aufgrund der erzielten Reichweite werden zusätzliche TV-Gelder erzielt. Fans kritisieren, dass bei diesen Spielen die zusätzliche Generierung von Einnahmen im Vordergrund stehe. Die exakte Höhe der TV-Gelder wurde jedoch nicht veröffentlicht. Da die Spiele der Relegation zunächst frei empfangbar waren, erreichten sie ein entsprechend großes Publikum. In späteren Spielzeiten wurden die Relegationsspiele ausschließlich vom Pay-TV übertragen. Seit 2022 werden die Relegationsspiele wieder im Free-TV auf Sat.1 übertragen.
Die für die Durchführung der Spiele erforderlichen zusätzlichen Sicherheitsmaßnahmen werden durch Steuergelder finanziert.

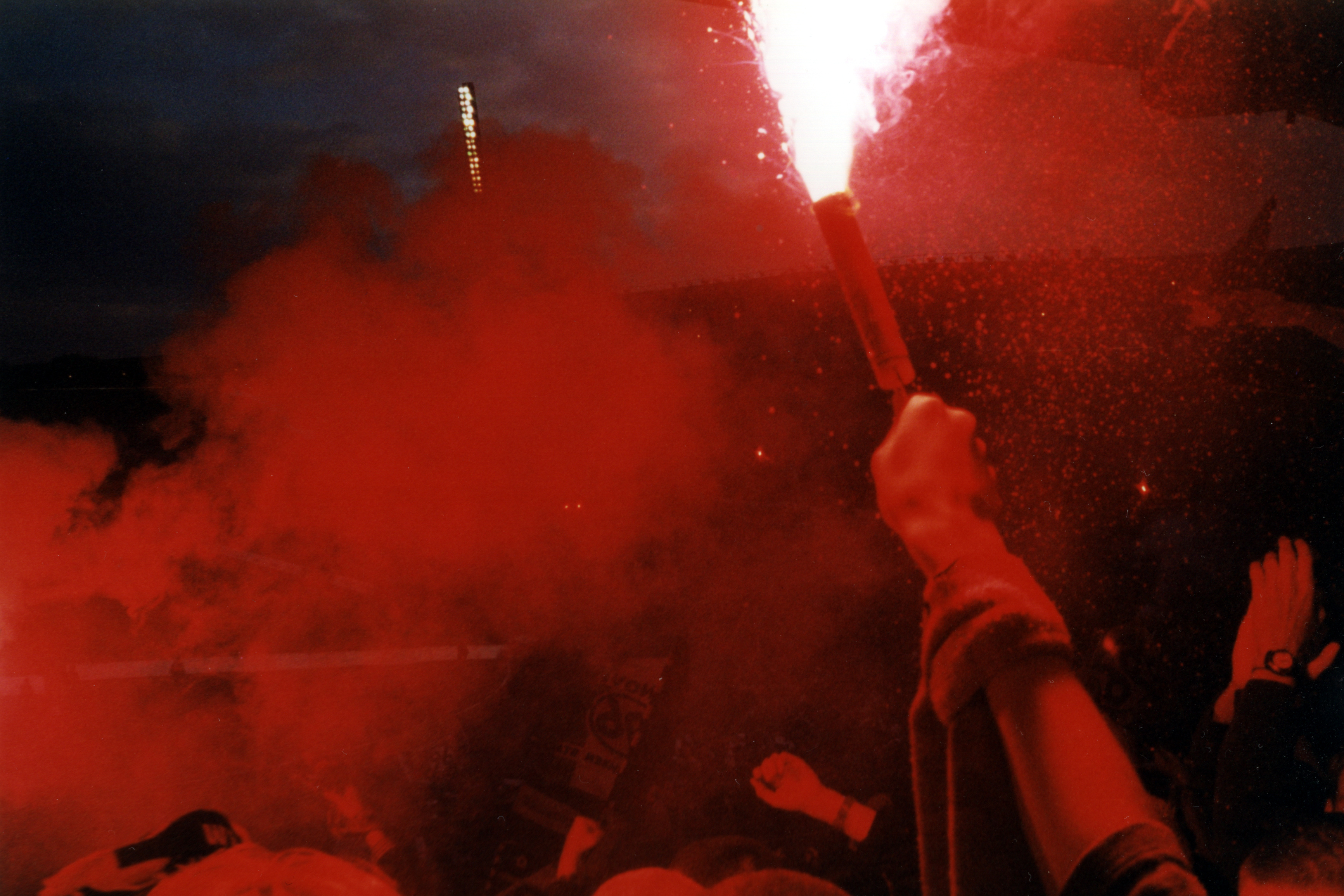
1998: Hannover 96 gegen Tennis Borussia Berlin – bengalisches Feuer im Niedersachsenstadion
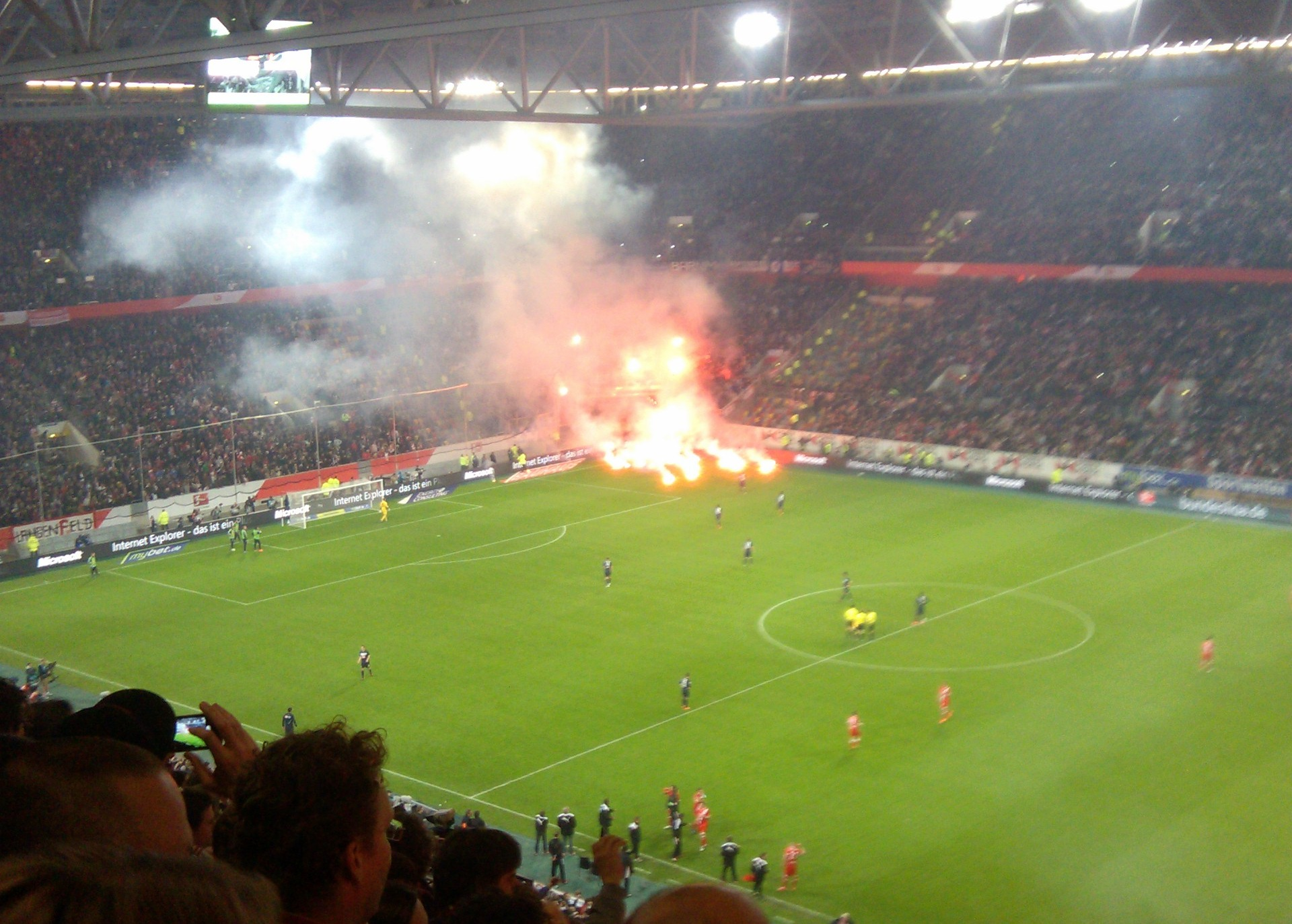
2012: Fortuna Düsseldorf gegen Hertha BSC – Auswärtsfanblock, aus dem zahlreiche Brandkörper auf das Spielfeld geworfen wurden
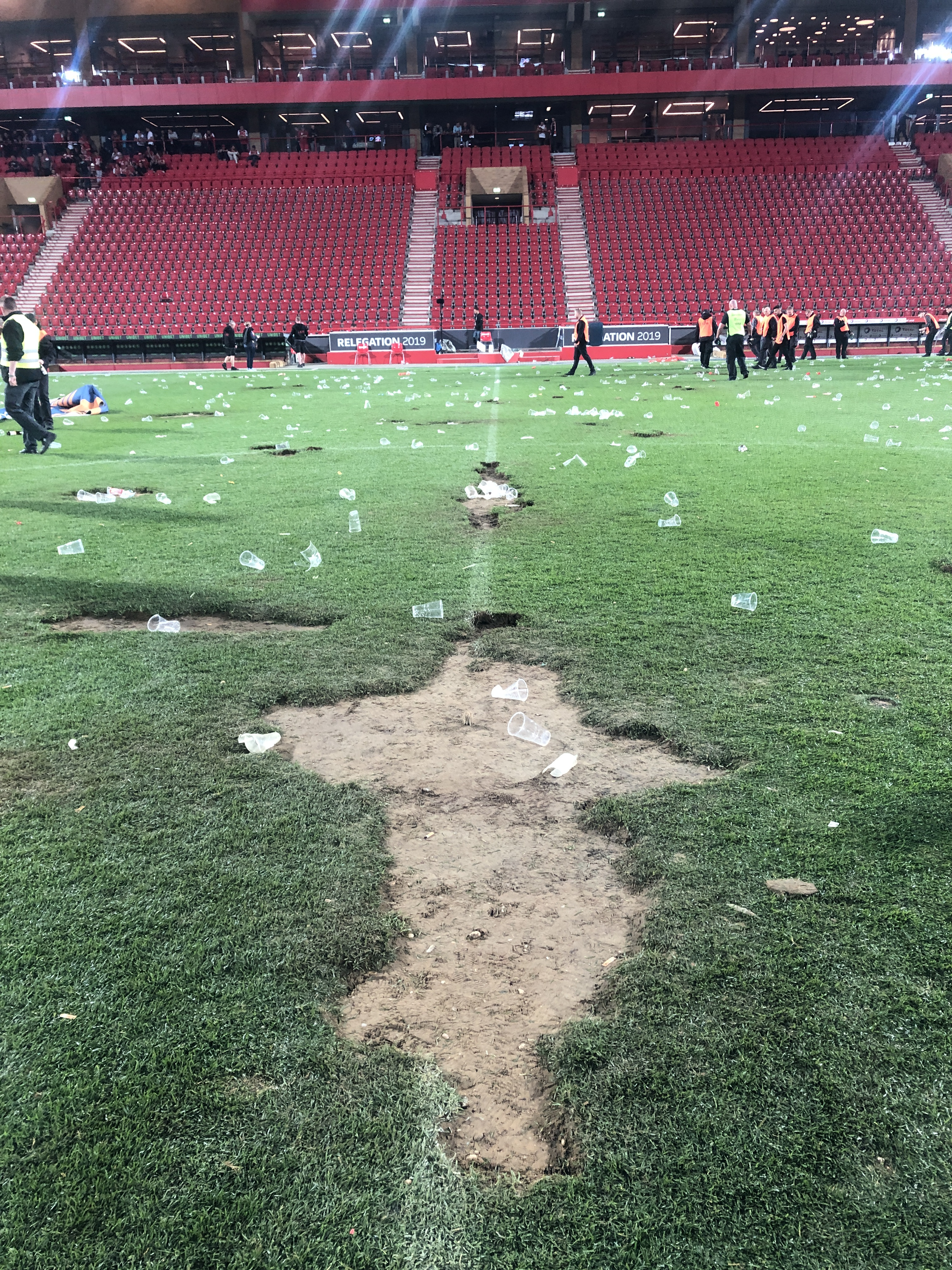
2019: Union Berlin gegen VfB Stuttgart – nach dem historischen Aufstiegsspiel haben Union-Fans als Erinnerung Teile des Rasens für sich entfernt

Obwohl die Spiele der Relegation ein großes Publikum erreichen, sei häufig ihre sportliche Qualität überschaubar, stehen sich nach einer langen erfolglosen Saison tendenziell „verunsicherte“ Spieler der höheren Spielklasse, die viel zu verlieren haben, einer stark defensiv ausgerichteten Mannschaft gegenüber, die aufgrund der eigenen finanziellen Möglichkeiten die individuelle Klasse des Gegners ausgleichen müssen und abwartend auf Konter spielen. Dies führt oftmals zu „knappen glanzlosen“ Spielen. Es seien „die schlimmsten Spiele der Saison“, auf die „eigentlich niemand Lust“ habe, Spiele „zum Schaudern“. Heribert Bruchhagen räumt ein: „Wenn man selbst betroffen ist, ist es grausam.“ Das Sportmagazin Kicker vergab als Bewertung für die Spiele der Relegation seit Wiedereinführung in der Saison 2008/09 durchschnittlich die Schulnote 3,20. Die Rückspiele (Schulnote 3,04) schnitten dabei geringfügig besser als die Hinspiele (Schulnote 3,36) ab.
Dennoch gibt es unter den Zweitligisten wenig Kritik an der Relegation, da die Relegation nicht nur zur höheren, sondern auch zur niedrigeren Spielklasse Anwendung findet. Vor Einführung der Relegation stiegen aus der 2. Bundesliga die vier letztplatzierten Mannschaften direkt ab. Die Abstiegsplätze wurden durch die Relegation auf die beiden letztplatzierten Mannschaften reduziert und dem drittletzten Verein die Möglichkeit eingeräumt, sich durch einen Erfolg gegen den an der Relegation teilnehmenden Drittligisten den Verbleib in der Liga zu sichern. Allerdings hatten die Zweitligisten sowohl in der Relegation nach oben als auch nach unten überdurchschnittlich oft das Nachsehen; sie konnten sich in insgesamt 44 Versuchen lediglich elfmal durchsetzen. Im Fall der Relegation um den Aufstieg in die Bundesliga wird gelegentlich vorgebracht, dass es sich um einen finalen Test handele, ob der Zweitligist wettbewerbsfähig für die Teilnahme im Oberhaus sei.

## Alternativen
Viele der genannten Kritikpunkte treffen auf den Amateur- und Breitensport nicht zu, weswegen Relegationsspiele dort ihren Zweck erfüllen, allerdings nur eingeschränkt auf den Profi-Bereich übertragen werden können. Kontrovers diskutiert wurden daher verschiedene Alternativen.

### Aufstockung der Ligen
Niko Kovač gab zu bedenken, dass die Bundesliga auf 20 Mannschaften aufgestockt werden könnte, wie es in anderen europäischen Ligen ebenfalls der Fall ist, so dass problemlos drei Mannschaften auf- und absteigen können und eine Relegation entfallen könne. Dadurch würde sich die Gefahr für etablierte Mannschaften reduzieren, in den Abstiegskampf hineingezogen zu werden. Gleichzeitig würden sich durch die zusätzlichen regulären Begegnungen die TV-Gelder erhöhen. Heribert Bruchhagen unterstützt diese Bestrebungen.
Mannschaften wie der FC Bayern München oder Borussia Dortmund hätten aufgrund der zusätzlichen Belastung durch diese vier weiteren Liga-Spiele die Ausweitung der Bundesliga auf 20 Mannschaften nach Aussage von Heribert Bruchhagen bislang zu verhindern gewusst.

### Einführung von Play-offs
In der englischen Championship wird einer der Aufsteiger in die Premier League durch sogenannte Play-offs bestimmt. Hierbei ermitteln die Vereine, die am Ende der regulären Saison den 3. bis 6. Platz erreicht haben, den dritten Aufsteiger. Dadurch treffen ausschließlich Mannschaften aufeinander, die derselben Liga entstammen und für die somit dieselben Rahmenbedingungen gelten. Dies führe zu faireren und damit spannenderen Spielen. Übertragen auf die Bundesliga könnten nach Vorschlag des für das ZDF tätigen Sportjournalisten Manu Thiele neben den beiden direkten Auf- und Absteigern der dritte Absteiger aus einem Spiel zwischen dem 15. und 16. Platz der Bundesliga und der dritte Aufsteiger in einer Begegnung zwischen dem 3. und 4. Platz der 2. Liga ermittelt werden.